# Алят (мыс)
Мыс Алят (азерб. Ələt burnu) — мыс на востоке Азербайджана, в Гарадагском районе города Баку. Расположен на западном берегу Каспийского моря между мысами Сангачал и Пирсагат, к северу от острова Гиль.

## География
Мыс сложен из глинисто-песчаных пород эпохи плиоцена. Ландшафт мыса состоит из грязевого вулкана Бахар и дюн.